# Fuzhou
Pour les articles homonymes, voir Fuzhou (homonymie).

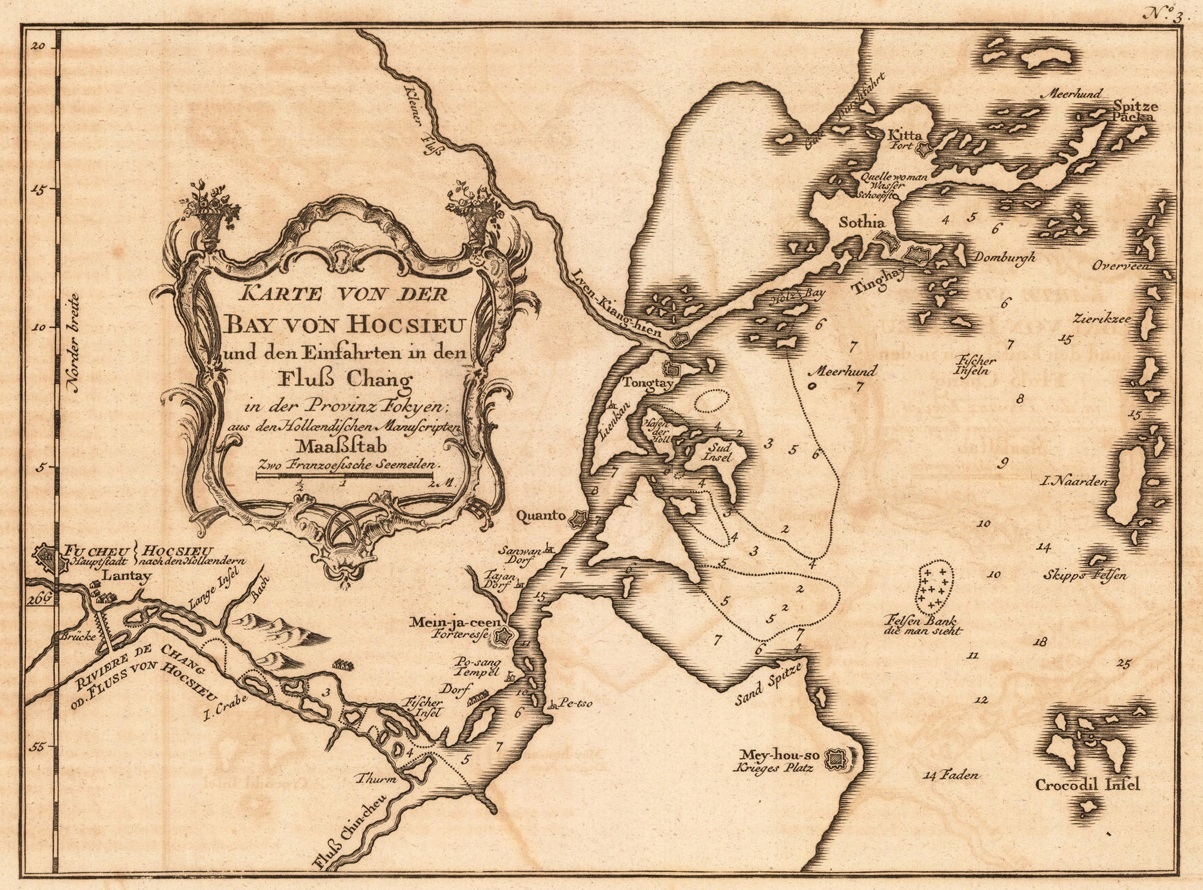
Baie de Fuzhou au XVIIIe siècle

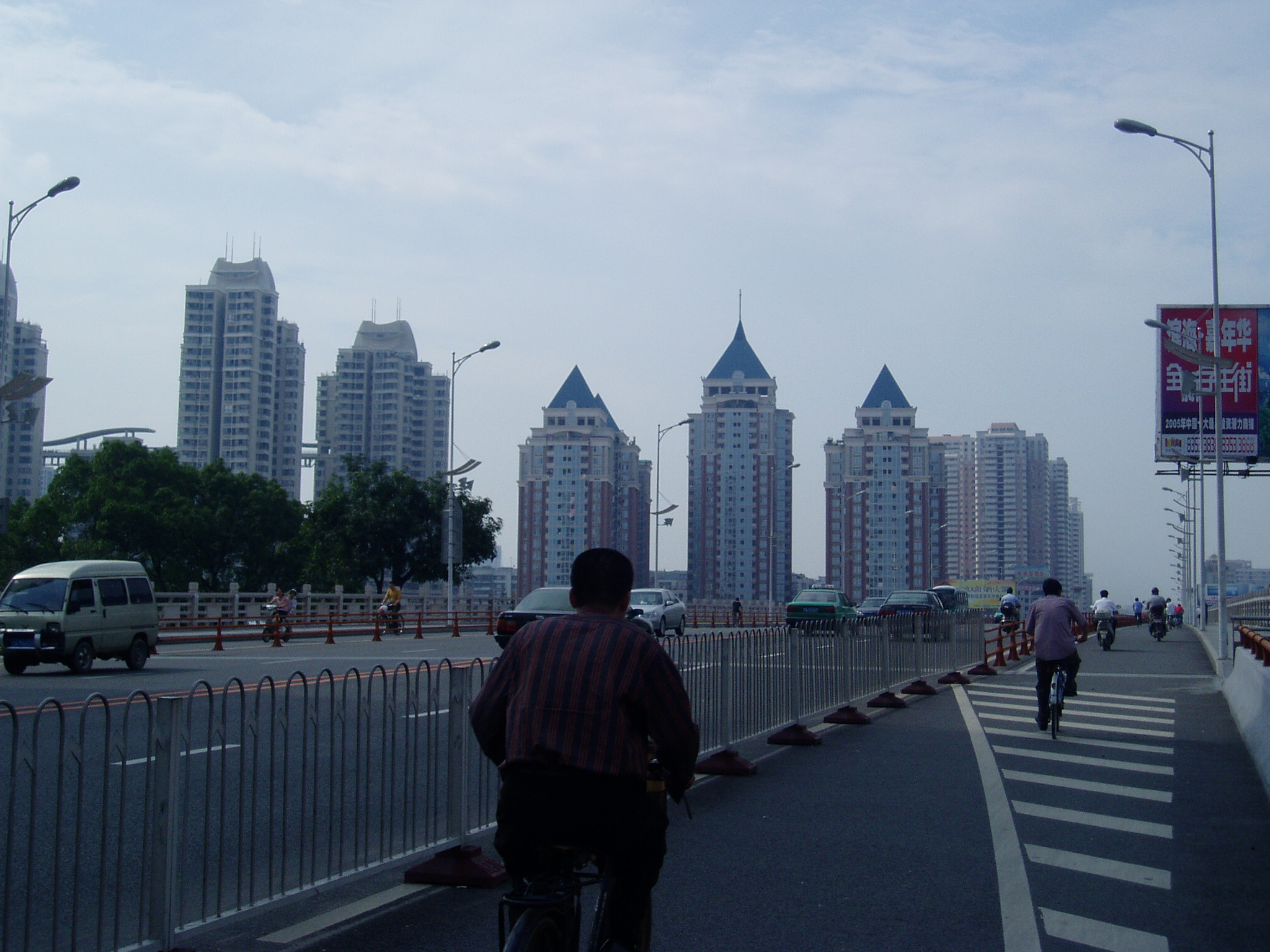
Vue de Fuzhou en 2005

Fuzhou (chinois : 福州市 ; pinyin : Fúzhōu shì ; Wade : Fu-chou ; EFEO : Fou-Tchéou), anciennement Hougouan[réf. nécessaire] ou en pinyin postal Foochow, est la capitale de la province chinoise du Fujian. La ville-préfecture comptait, lors du recensement de 2010, 7 115 370 habitants dont 4 408 076 habitants urbains, soit 61,95 % de la population totale, tandis que la population rurale était de 2 707 294 habitants, soit 38,05 %.
Elle se trouve à l'embouchure du Min Jiang, la principale voie navigable de la province. C'est la grande ville chinoise la plus proche de Taipei, elle en est séparée par le détroit de Formose. Depuis que la ville a été ouverte aux investissements étrangers en 1984, de nombreuses entreprises taïwanaises se sont installées.
La ville doit aux influences océaniques et à son climat subtropical une luxuriante végétation. On y parle le dialecte de Fuzhou du min. L'Arsenal de Fuzhou y fut établi à partir de 1866 par des Français. Paul Claudel y fut consul de 1899 à 1905 et y écrivit une partie de son œuvre.

## Économie
En tant que capitale et centre de distribution des marchandises de la province, Fuzhou est une vitrine pour les échanges commerciaux avec Taïwan. Dès l'établissement de la zone d'expérimentation, 830 projets agricoles représentant un investissement de 930 millions de $US de capitaux étrangers ont été mis en valeur.
La culture des légumes à caractère spécial, celle des légumes pour les plats raffinés et celle des légumes écologiques forment les travaux-clés du développement agricole de Fuzhou. La ferme agricole modèle du détroit Hongkuan à Fuqing et le parc agronomique et écologique moderne Sanhua du Fujian se consacrent à cette culture.
À Fuzhou, il y a beaucoup d'entreprises à capitaux taïwanais qui s'installent dans la zone d'expérimentation.
En 2019, le PIB total a été de 939,230 milliards de RMB, soit 136,185 milliards de USD dollar cette année-là, et le PIB par habitant de 120,9 mille RMB，environ 17530 USD dollar .
En 2019, la valeur annuelle du produit régional brut était de 939,230 milliards de yuans, soit une augmentation de 7,9% par rapport à l'année précédente. Parmi eux, la valeur ajoutée de l'industrie primaire était de 52,647 milliards de yuans, soit une augmentation de 3,8%; la valeur ajoutée de l'industrie secondaire était de 383,099 milliards de yuans, soit une augmentation de 7,8%; la valeur ajoutée de l'industrie tertiaire était de 503,484 milliards de yuans, soit une augmentation de 8,3%. La valeur ajoutée des industries tertiaires représentait la part du PIB de la région, l'industrie primaire était de 5,6%, l'industrie secondaire était de 40,8% et l'industrie tertiaire de 53,6%. Le PIB annuel par habitant était de 120 879 yuans, soit une augmentation de 6,9% par rapport à l'année précédente. (Les données proviennent du Bulletin statistique national de développement économique et social de Fuzhou 2019 . )

## Subdivisions administratives
La ville-préfecture de Fuzhou exerce sa juridiction sur treize subdivisions - cinq districts, deux villes-districts et six xian :
- le district de Gulou - 鼓楼区 Gǔlóu Qū ;
- le district de Taijiang - 台江区 Táijiāng Qū ;
- le district de Cangshan - 仓山区 Cāngshān Qū ;
- le district de Mawei - 马尾区 Mǎwěi Qū ;
- le district de Jin'an - 晋安区 Jìn'ān Qū ;
- la ville de Fuqing - 福清市 Fúqīng Shì ;
- la ville de Changle - 长乐市 Chánglè Shì ;
- le xian de Minhou - 闽侯县 Mǐnhòu Xiàn ;
- le xian de Lianjiang - 连江县 Liánjiāng Xiàn ;
- le xian de Luoyuan - 罗源县 Luóyuán Xiàn ;
- le xian de Minqing - 闽清县 Mǐnqīng Xiàn ;
- le xian de Yongtai - 永泰县 Yǒngtài Xiàn ;
- le xian de Pingtan - 平潭县 Píngtán Xiàn.

## Monuments
- Sanfang qixiang, un quartier ancien de la ville ;
- Cathédrale Saint-Dominique construite par les dominicains espagnols, monument protégé depuis 1996.
- Mosquée de Fuzhou, datant de 628 ;
- Temple Xichan, temple bouddhiste ;

## Jumelages
- Nagasaki (Japon) depuis 1980
- Naha (Japon) depuis 1981
- Syracuse (États-Unis) depuis 1991
- Tacoma (États-Unis) depuis 1994
- Campinas (Brésil) depuis 1996
- Ville de Shoalhaven (Australie) depuis 2003
- Georgetown (Guyana) depuis 2006
- Koszalin (Pologne) depuis 2007
- Mombasa (Kenya) depuis 2008
- Gwangyang (Corée du Sud) depuis 2009

## Transport

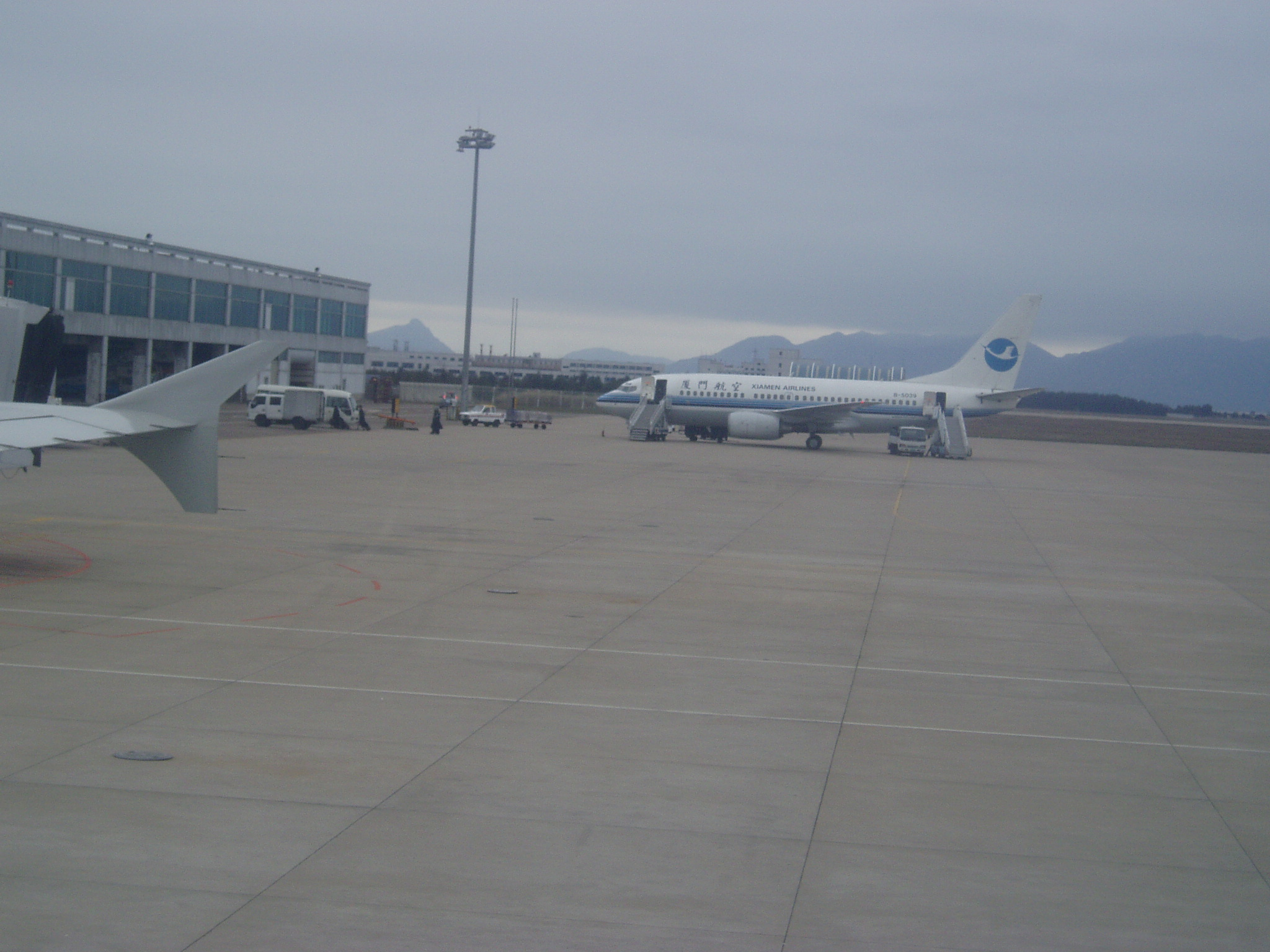
Aéroport international de Fuzhou.

La ville est desservie par un aéroport international, par 480 lignes de bus et par 2 gares de train.